# Estádio José Olívio Soares
O Estádio José Olívio Soares é um estádio de futebol localizado em Itapemirim, no Espírito Santo. É pertencente ao Clube Atlético Itapemirim e tem capacidade para 2.000 pessoas.
O nome do estádio é em homenagem a José Olívio Soares, o criador do clube alvinegro, além de adquirir recurso financeiro e parcerias para a construção da praça esportiva.